# Aqua Marcia
De Aqua Marcia was een Romeins aquaduct, dat het oude Rome van water voorzag. Het was het langste aquaduct dat in de oudheid bij Rome werd gebouwd en leverde het beste water.

## Geschiedenis
Het aquaduct was tussen 144 en 140 v.Chr. gebouwd door de praetor Quintus Marcius Rex, wiens pretorschap voor deze speciale gelegenheid met meerdere jaren werd verlengd. Door de vele veroveringen in de 2e eeuw v.Chr. en de daarbij verkregen rijkdommen groeide Rome sterk en had men behoefte aan extra drinkwater voor de groeiende bevolking. De reeds bestaande Aqua Appia en Aqua Anio Vetus hadden te weinig capaciteit en waren ook verouderd. Marcius kreeg van de senaat ook de opdracht deze oude aquaducten te repareren.
Het was voor deze tijd een uitzonderlijke bouwkundige prestatie. De Appia en de Anio Vetus liepen grotendeels ondergronds naar de stad, maar de Marcia werd al vanaf tien kilometer voor de stadsmuren op grote bogen bovengronds gebouwd. De bron lag in de Aniene-vallei ten oosten van Rome, en vanaf daar liep het aquaduct over een afstand van 91 kilometer naar de stad. Daarmee was de Marcia het langste van de elf Romeinse aquaducten uit de oudheid. De bouw kostte 180.000.000 sestertiën, destijds een gigantisch bedrag. Waarschijnlijk werd de bouw gefinancierd uit de buit van de oorlogen tegen Korinthe en Carthago, die in 146 v.Chr. met de vernietiging van beide steden waren beëindigd.
Het aquaduct stond bekend om zijn goede waterkwaliteit. Het leverde het koudste en zuiverste water aan de stad. Keizer Nero zorgde dan ook voor grote beroering toen hij eens een bad nam bij de bron van het aquaduct.
De Aqua Marcia werd gerestaureerd door Marcus Agrippa, Augustus, Titus (79), Hadrianus, Septimius Severus (196) en Caracalla (212-213). De laatste voerde een grondige reparatie uit, legde nieuwe tunnels aan, liet de bestaande bronnen schoonmaken en voegde ook een nieuwe bron toe.

## Loop
Het eerste deel van de Aqua Marcia liep grotendeels ondergronds en volgde ongeveer de route van de Anio Vetus. Bij Tivoli werd de imposante Ponte Lupo gebouwd, een brug waarover het aquaduct de Valle dei Morti oversteekt. De Ponte Lupo is ongeveer 115 meter lang en 30 meter hoog. Aan de Via Latina bij Romavecchio kwam het aquaduct definitief bovengronds en liep gedragen door bogen verder richting Rome. Een paar kilometer voor de stadsgrens werd het aquaduct samengevoegd met de Aqua Tepula en Aqua Julia, die het resterende traject in aparte kanalen boven op de bogen van de Aqua Marcia naar de stad liepen. Het aquaduct kwam ter hoogte van de huidige Porta Maggiore de stad binnen en liep verder in noordwestelijke richting het centrum. Augustus bouwde in deze sectie een bewaard gebleven ereboog, die in de jaren 270-279 werd verbouwd tot de Porta Tiburtina, een stadspoort van de Aureliaanse Muur. De bogen van het aquaduct werden dichtgemaakt en ook opgenomen in de muur. Na de Porta Tiburtina ging het aquaduct weer ondergronds tot zijn eindpunt, het castellum (reservoir) bij de Porta Viminalis op het hoogste punt van de Viminaal.
De Aqua Marcia bediende voornamelijk het noordelijke deel van de stad, de heuvels Quirinaal en Viminaal, de daarnaast gelegen valleien en het zuidelijke deel van het Marsveld. Voor het eindreservoir werden echter al een aantal aftakkingen gebouwd. Aan het begin van de derde eeuw werd ruim voor de stadsmuren de Aqua Antoniniana gebouwd, die de grote Thermen van Caracalla van water voorzag. Ten zuidoosten van de Porta Tiburtina takte de Rivus Herculaneus af, die de vallei van de Caelius bediende. Andere aftakkingen liepen naar de Aventijn, Palatijn en Capitolijn. Deze valleien werden niet overbrugd, maar men maakte gebruik van sifons, een techniek waarbij een waterkanaal in de vallei wordt aangelegd die aan de beginzijde hoger is dan aan het uiteinde, waardoor het water door de zwaartekracht blijft stromen.

## Restanten
De Ponte Lupo bij Tivoli is door de eeuwen heen vele malen gerestaureerd en bewaard gebleven. Ook de kleinere Ponte Sint Pietro over de Valle della Mola bestaat nog. Verspreid over het bovengrondse traject staan nog secties van het aquaduct overeind. In Rome is het deel tussen de Porta Maggiore en de Porta Tiburtina opgenomen in de nog bestaande Aureliaanse Muur.
De Aqua Marcia werd in opdracht van Paus Pius IX rond 1870 deels herbouwd als de Acqua Marcia Pia. Na de Italiaanse eenwording was Rome weer de hoofdstad geworden en nam de bevolking sterk toe, waardoor er behoefte was aan extra drinkwater. Bij de bouw van dit nieuwe aquaduct werden de bewaard gebleven antieke constructies bij de bronnen afgebroken. De Acqua Marcia Pia loopt grotendeels ondergronds en heeft zijn eindpunt in de Fontana delle Naiadi  op de Piazza della Repubblica.

## Afbeeldingen

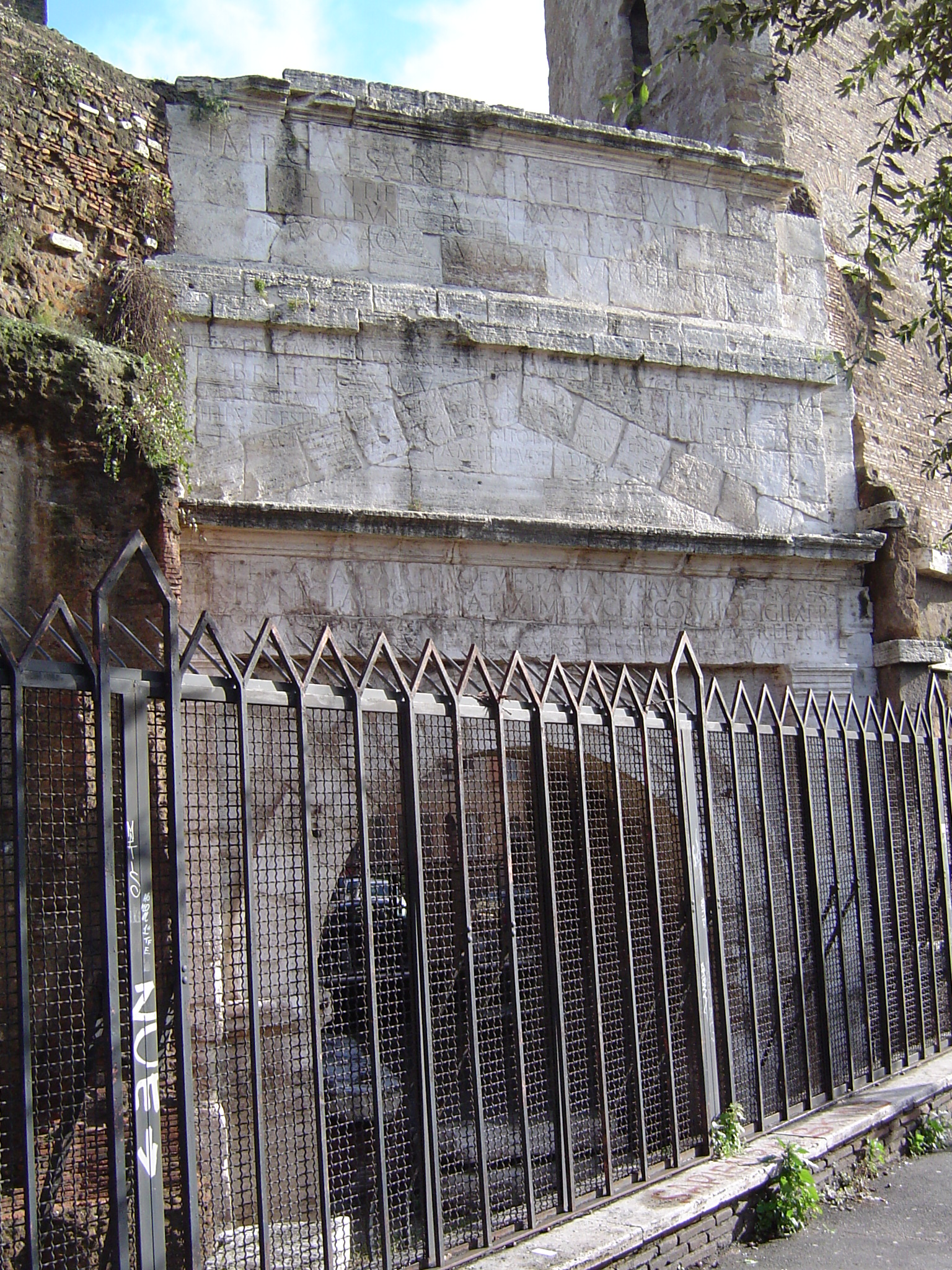
De Porta Tiburtina, ereboog van het Aqua Marcia aquaduct.
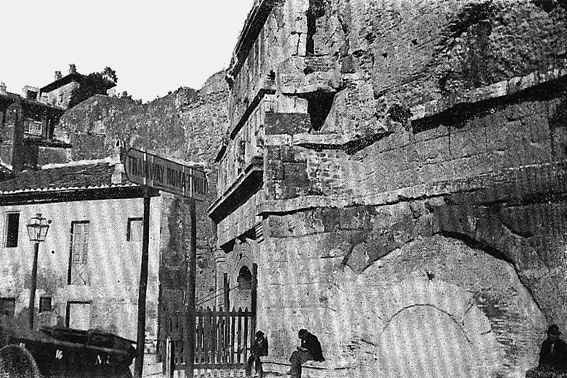
De Aquaducten boven de Porta Tiburtina